# Olga Bolșova
Olga Bolșova (ur. 16 czerwca 1968 w Kiszyniowie) – mołdawska lekkoatletka, specjalistka skoku wzwyż i trójskoku.
Początkowo uprawiała skok wzwyż i w tej konkurencji odniosła największe sukcesy. Jako reprezentantka Wspólnoty Niepodległych Państw wystąpiła w skoku wzwyż na igrzyskach olimpijskich w 1992 w Barcelonie, ale odpadła w kwalifikacjach. Już jako zawodniczka reprezentująca Mołdawię startowała w tej konkurencji na halowych mistrzostwach świata w 1993 w Toronto, ale również nie awansowała do finału. Odpadła w kwalifikacjach podczas mistrzostw świata w 1993 w Stuttgarcie i mistrzostw Europy w 1994 w Helsinkach, a także na halowych mistrzostwach świata w 1995 w Barcelonie i mistrzostwach świata w 1995 w Göteborgu.
Zdobyła brązowy medal  w skoku wzwyż na halowych mistrzostwach Europy w 1996 w Sztokholmie, ustanawiając halowy rekord Mołdawii wynikiem 1,94 m. Weszła do finału tej konkurencji na igrzyskach olimpijskich w 1996 w Atlancie, w którym zajęła 11. miejsce. Zajęła 9. miejsce (ex aequo z dwiema innymi zawodniczkami) na halowych mistrzostwach świata w 1997 w Paryżu.
Późniejsze starty Bolșovej w skoku wzwyż nie były tak udane. Odpadła w kwalifikacjach na mistrzostwach Europy w 1998 w Budapeszcie, mistrzostwach świata w 1999 w Sewilli, halowych mistrzostwach Europy w 2000 w Gandawie i igrzyskach olimpijskich w 2000 w Sydney.
Później Bolșova startowała w trójskoku. Zajęła w tej konkurencji 4. miejsce na halowych mistrzostwach świata w 2001 w Lizbonie, 9. miejsce na mistrzostwach świata w 2001 w Edmonton i również 9. miejsce na mistrzostwach Europy w 2002 w Monachium. Odpadła w kwalifikacjach na mistrzostwach świata w 2003 w Paryżu i na swych czwartych igrzyskach olimpijskich w 2004 w Atenach.
Jest córką radzieckich lekkoatletów Wiktora i Wałentyny Bolszowych. Wyszła za mąż za Vadima Zadoinova, trzykrotnego olimpijczyka, specjalisty biegu na 400 metrów przez płotki. Ich córka Aliona Bolsova jest hiszpańską tenisistką.